# Gmina Përparim
Gmina Përparim (alb. Komuna Përparim) – gmina miejska położona w środkowej części Albanii. Administracyjnie należy do okręgu Peqin w obwodzie Elbasan. W 2011 roku populacja gminy wynosiła 3423 osób w tym 1714 kobiety oraz 1709 mężczyzn, z czego Albańczycy stanowili 95,84% mieszkańców. 
W skład gminy wchodzi dwanaście miejscowości: Përparim, Lolaj, Galush, Lisnajë, Bicaj, Çaushaj, Fatish, Garunjë e Madhe, Arrvend, Gjevur, Kodras, Katesh, Çopanë, Uruçaj.